# Manuel Villavicencio Freyre
Vicealmirante AP Manuel Antonio Villavisencio Freyre (Lima, 13 de junio de 1842 – Lima, 20 de diciembre de 1925), fue un destacado marino peruano, que participó en la Guerra del Pacífico.

## Biografía

### Carrera militar
Fue hijo de Manuel Villavicencio y Juana Freyre. 
Luego de concluidos sus estudios en el Colegio Peruano-Francés, ingresó a la Escuela Militar Naval el 1 de agosto de 1855, teniendo solo 13 años de edad.
Al concluir sus estudios, egresó con la clase de guardiamarina el 29 de julio de 1857, siendo embarcado en el vapor de guerra Izcuchaca. Posteriormente se embarcaría en diversas unidades de la Escuadra. El 30 de marzo de 1858 fue asignado a la fragata Apurímac, con la cual participó en la expedición al Ecuador entre los años 1859 y 1860. Concretamente, participó en el bloqueo de Guayaquil, a órdenes del contralmirante Ignacio Mariátegui y Tellería.
El 6 de agosto de 1861 fue destinado a la fragata Arica ascendiendo en diciembre de ese mismo año al grado de alférez de fragata. Por su apoyo a la revolución restauradora de 1865, que llevó al poder a Mariano Ignacio Prado, fue ascendido sucesivamente a teniente segundo y a teniente primero.
El 21 de mayo de 1865, fue asignado al Chalaco, cuya función era el transporte de tropas, armamento y víveres. Por estar en viaje de comisión a Guayaquil no pudo actuar en el combate del Callao del 2 de mayo de 1866.
En 1871 pasó al mando del vapor de guerra Mayro, con el cual fue destacado a Arica permaneciendo de estación en el sur. Allí estaba cuando ocurrió el golpe de Estado de los coroneles Gutiérrez, y hasta allí fue a buscarle el mismo Miguel Grau para que suscribiera su apoyo al manifiesto de protesta de la Marina. Fue luego promovido a capitán de corbeta en noviembre de 1873 y a capitán de fragata en junio de 1876.
En 1879 fue ascendido a capitán de navío. Al estallar la Guerra del Pacífico entre Perú y Chile, reasumió el mando del Chalaco, con la misión de transportar tropas y pertrechos hacia los frentes de batalla en el sur, y de trasladar desde Panamá los armamentos adquiridos con grandes sacrificios, desempeñando con valor y eficiencia en todas las comisiones que se le encomendó. Cabe destacar que el Chalaco era una nave sin blindaje y sin artillería.
Finalizada la campaña naval en octubre de 1879, el presidente Prado le dio el mando de la corbeta Unión, a bordo de la cual realizaría su hazaña más resonante: la doble ruptura del bloqueo de Arica.

### Doble ruptura del bloqueo de Arica
Al amanecer del 17 de marzo de 1880 en las costas del puerto de Arica, la Unión logró burlar la vigilancia de tres buques enemigos: el blindado Cochrane, el monitor Huáscar y  el transporte artillado Amazonas. Con las luces apagadas, navegando temerariamente pegada a la costa, la corbeta Unión se deslizó al interior de la rada y acoderó en la bahía al lado del monitor Manco Cápac. Al abrigo de los cañones del Morro de Arica, la Unión efectuó las operaciones de descarga durante ocho horas.
El Cochrane y el Amazonas se unieron al Huáscar (antiguo monitor peruano, capturado por los chilenos), y abrieron fuego sobre la Unión y sobre el monitor Manco Cápac durante la mañana y hasta las cuatro de la tarde. El comando chileno supuso que la corbeta Unión estaba inutilizada porque había sufrido el impacto de 48 cañonazos. Sin embargo, luego de concluida la descarga y cuando pasaban las cinco de la tarde, el comandante Villavicencio decidió zarpar a toda fuerza hacia el sur.
Lamentablemente la descarga de la supuesta ayuda a las fuerzas del sur que peleaban en Arica, no fue la esperada, generando desconcierto en las tropas y oficiales, una vez más la política era más importante que la patria.
En medio de los vítores de la población y burlando por segunda vez el bloqueo de los buques enemigos, quienes pensaban que se dirigía hacia el norte, la corbeta se adentró en el mar. Sorprendidos, los barcos chilenos iniciaron la persecución a la Unión, pero tuvieron que abandonarla al llegar la noche.
Como consecuencia de su hazaña, el marino peruano recibió la Cruz de Acero que había creado el gobierno peruano de Nicolás de Piérola para recompensar el mérito de sus soldados y marinos. Fue ascendido a capitán de navío.
El 17 de enero de 1881, tras la ocupación de Lima, Villavicencio dio la orden de hundir a la corbeta Unión, evitando de esa forma que cayera en manos enemigas.
Se trasladó al sur para colaborar con el gobierno de Francisco García Calderón. Fue sucesivamente prefecto de Ica (1881), Cusco (1882) y Arequipa (1883). Fue además Ministro de Guerra y Marina en el gobierno de Lizardo Montero instalado en Arequipa, función que concluyó al instalarse el gobierno de Miguel Iglesias en Lima, en 1883.

### Trayectoria postguerra
Apoyó al general Andrés A. Cáceres en su lucha contra Miguel Iglesias, gobernante execrado por la población por haber firmado la paz de Ancón con Chile, con cesión territorial. Triunfante la revolución cacerista en 1885, fue nombrado comandante del vapor Santa Rosa. En 1886 fue elegido Senador por Ancash.
Fue comandante general de la Marina de Guerra del Perú; director de la Escuela Naval; ministro de Guerra y Marina (1893 y 1902-1903); y presidente del Consejo Superior de Oficiales Generales (1906). En 1894 fue ascendido a contraalmirante y en 1912 a vicealmirante.
En 1912 viajó a Europa en viaje de comisión. En 1925 fue elegido senador por El Callao. Falleció el 20 de diciembre de ese año, siendo sepultado en la Cripta de los Héroes del Cementerio Presbítero Matías Maestro.
Estuvo casado con María Ayllón, y en segundas nupcias con Carmen Coronel Zegarra.